# Pennatula fimbriata
Pennatula fimbriata är en korallart som beskrevs av Geoffrey Alton Craig Herklots 1858. Pennatula fimbriata ingår i släktet Pennatula och familjen Pennatulidae. Inga underarter finns listade i Catalogue of Life.